# Basekit
BaseKit é uma plataforma para a construção de sites, sendo uma das mais utilizadas no mundo. Acompanhado de diversos widgets que executam funções como a inserção de textos, vídeos, feeds RSS e a integração com várias redes sociais, o software possui o objetivo de permitir que usuários inexperientes criem um site, sem a necessidade de conhecimento técnico em linguagens de programação.
BaseKit é desenvolvido pela BaseKit Platform Ltd., que é sediada no Reino Unido, com escritórios em Bristol e Londres. Em 2011 a empresa deu início a sua expansão, se estabelecendo no Brasil, Espanha, França, Argentina, Colombia, Chile, Peru e México.
BaseKit é um exemplo de Software como serviço, sendo hospedado em seus próprios servidores, e cobrando uma pequena taxa mensal dos sites publicados. Basekit também utiliza a política de desenvolvimento continuo, incluindo diversas inovações e novos designs ao longo do tempo.

## História e desenvolvimento
BaseKit foi fundada por Simon Best, Richard Best e Richard Healy após eles perceberem que o processo de desenvolvimento de sites poderia ser simplificado, permitindo que um usuário de internet pudessem criar sites sem se preocupar com linguagens de programação.
Em sua versão beta, o software foi lançado no concurso SeedCamp de 2008. BaseKit foi escolhido como um dos sete vencedores, recebendo  €50,000 para o seu desenvolvimento e lançamento. Pouco tempo depois, recebeu U$10 milhões em investimentos da Eden Ventures, Nauta Capital e NESTA (fundos europeus de capital de risco). Em março de 2010, BaseKit beta foi disponibilizado para o público e em maio do mesmo ano, sua versão oficial foi lançada.

## Software
BaseKit funciona em qualquer navegador e de forma intuitiva. Ele permite que os usuários criem subdomínios usando basekit.com, como por exemplo: nomedaempresa.basekit.com. É possível também, criar uma página no Photoshop e importar para o BaseKit ou escolher um template pronto, sem precisar saber programação. Basekit transforma todas as camadas de arquivos PSD, formatando todo o design em uma página HTML.

## References
1. 1 2  «Título ainda não informado (favor adicionar)». www.basekit.com
2. ↑  «Título ainda não informado (favor adicionar)». www.basekit.com.br
3. ↑  «Título ainda não informado (favor adicionar)». idgnow.uol.com.br